# Vuelta al Táchira 1994
La 29ª edición de la Vuelta al Táchira se disputó desde el 23 de septiembre hasta el 2 de octubre de 1994.
Perteneció al calendario de la Federación Venezolana de Ciclismo. El recorrido contó con 10 etapas y 1275 km, transitando por el estado Táchira.
El ganador fue el venezolano Alexis Méndez del equipo Lotería del Táchira, quien fue escoltado en el podio por Carlos Maya y Edinel Figueroa.
Las clasificaciones por equipos la ganó Lotería del Táchira.

## Equipos participantes
Participaron varios equipos conformados por entre 6 y 8 corredores, con equipos de Venezuela, Italia, Cuba y Colombia.
| - Lotería del Táchira - Club Desurca - Gobernación de Trujillo - Gobernación de Táchira - Alcaldía de Cabimas | - Selección de Colombia - Selección de Cuba - Selle Italia |

## Etapas
| Etapa | Fecha            | Recorrido                           | Km  | Ganador          | Lider          |
| 1ª    | 23 de septiembre | San Cristóbal - El Piñal            | 149 | Daniel Fuentes   | Daniel Fuentes |
| 2ª    | 24 de septiembre | Cordero - El Piñal - Palmira        | 131 | Carlos Maya      | Carlos Maya    |
| 3ª    | 25 de septiembre | Circuito en San Cristóbal           | 115 | Carlos Maya      | Carlos Maya    |
| 4ª    | 26 de septiembre | Circuito en San Cristóbal - Colón   | 127 | Robinson Merchán | Carlos Maya    |
| 5ª    | 27 de septiembre | La Fría - La Grita                  | 109 | Rónald Bermúdez  | Carlos Maya    |
| 6ª A  | 28 de septiembre | CRI de San Pedro del Río a Lobatera | 14  | Alexis Méndez    | Alexis Méndez  |
| 6ª B  | 28 de septiembre | Lobatera - San Cristóbal            | 95  | Robinson Merchán | Alexis Méndez  |
| 7ª    | 29 de septiembre | Táriba - El Piñal - Táriba          | 118 | Carlos Maya      | Alexis Méndez  |
| 8ª    | 30 de septiembre | San Josecito - Siberia              | 141 | Nelson Gelvez    | Alexis Méndez  |
| 9ª    | 1 de octubre     | San Agatón - Cerro El Cristo        | 166 | Carlos Maya      | Alexis Méndez  |
| 10.ª  | 2 de octubre     | Rubio - Ureña - San Cristóbal       | 111 | Rónald Bermúdez  | Alexis Méndez  |

## Clasificaciones

### Clasificación general
| Posición | Ciclista        | Equipo              | Tiempo |
|          | Alexis Méndez   | Lotería del Táchira |        |
| 2º       | Carlos Maya     | Lotería del Táchira |        |
| 3º       | Edinel Figueroa | Club Desurca        |        |
| 4º       | Bandera de ?    | Bandera de ?        |        |
| 5º       | Bandera de ?    | Bandera de ?        |        |
| 6º       | Bandera de ?    | Bandera de ?        |        |
| 7º       | Bandera de ?    | Bandera de ?        |        |
| 8º       | Bandera de ?    | Bandera de ?        |        |
| 9º       | Bandera de ?    | Bandera de ?        |        |
| 10º      | Bandera de ?    | Bandera de ?        |        |

### Clasificación por puntos
| Posición | Ciclista     | Equipo       | Puntos |
|          | Bandera de ? | Bandera de ? |        |
| 2°       | Bandera de ? | Bandera de ? |        |
| 3°       | Bandera de ? | Bandera de ? |        |

### Clasificación de la montaña
| Posición | Ciclista     | Equipo       | Puntos |
|          | Bandera de ? | Bandera de ? |        |
| 2°       | Bandera de ? | Bandera de ? |        |
| 3°       | Bandera de ? | Bandera de ? |        |

### Clasificación de los sprints
| Posición | Ciclista     | Equipo       | Puntos |
|          | Bandera de ? | Bandera de ? |        |
| 2°       | Bandera de ? | Bandera de ? |        |
| 3°       | Bandera de ? | Bandera de ? |        |

### Clasificación sub-23
| Posición | Ciclista     | Equipo       | Tiempo |
|          | Bandera de ? | Bandera de ? |        |
| 2°       | Bandera de ? | Bandera de ? |        |
| 3°       | Bandera de ? | Bandera de ? |        |

### Clasificación por equipos
| Posición | Equipo       | Tiempo |
|          | Selle Italia |        |
| 2°       | Bandera de ? |        |
| 3°       | Bandera de ? |        |